# قسطنطين أنتوبولس باشا
قسطنطين أنتوبولس باشا هو سياسي عثماني شغل منصب والي في الدولة العثمانية.

## مناصبه
تولى المناصب التالية:
- والي كريت (1887–1895)